# Нілґірійський тар
Нілгірійський тар (Nilgiritragus hylocrius) — вид ссавців, включений в Червону книгу МСОП. Ropiquet і Hassanin (2005) виділили цей вид з роду Hemitragus в окремий рід Nilgiritragus, що зроблено на основі аналізу чотирьох випадкових молекулярних маркерів.

## Ареал проживання
Нілгірійський тар - ендемік південної Індії, розповсюджений в покритих травою горах Нілгірі, а також кількох ізольованих місцевостях гірського хребта Західні Гати в штатах Керала та Таміл-Наду.. Висота проживання - 1200-2600 м над рівнем моря.
Зазвичай живуть тари невеликими групами, дорослі самці часто ведуть самотній спосіб життя.

## Опис виду
Зовні, як і інші тари, нілгірійський вид схожий на гірських кіз, але з короткою шерстю, колір якої може бути від жовто - сірого до темно-коричневого. Довжина тіла становить 0,9-1,4 м, висота в холці - 0,6-1,1 м, а маса - 50-100 кг. Самці більші і помітно важчі самиць. Роги вигнуті назад, але не закручені, присутні в обох статей, але у самців вони помітно більші.
Вагітність триває 180-240 днів, народжується зазвичай двоє дитинчат, рідше одне. Живуть нілгірійські тари зазвичай 10-14 років, в неволі - до 20 років.
Тари харчуються рослинами, головним чином травами і листям.